# Emanuel zu Salm-Salm
Emanuel Philipp Nikolaus Johann Felix Prinz zu Salm-Salm (Münster, 6 december 1961) is een Duits jurist en grootgrondbezitter. Sinds 6 augustus 2024 is hij het hoofd van het adellijke huis Salm-Salm. Hij beheert het familiekapitaal via de Fürstlich Salm-Salm’sche Verwaltung en bekleedt sinds 2011 het voorzitterschap van de Bund der Historischen Deutschen Schützenbruderschaften.

## Levensloop
Emanuel zu Salm-Salm is de oudste van vier kinderen van Carl Philipp zu Salm-Salm en Erika von Morgen (1935–2007). Na het afronden van zijn middelbare schoolopleiding aan het Sint-Georggymnasium in Bocholt volgde hij een bankstage bij Deutsche Bank in Soest. Van 1985 tot 1991 studeerde hij rechten aan de universiteiten van Hamburg, Keulen en Münster, waar hij ook promoveerde tot doctor in de rechten.
Hij begon zijn loopbaan als persoonlijk medewerker van de Duitse parlementariër en latere minister Matthias Wissmann. Vervolgens was hij actief binnen het vermogensbeheerbedrijf van de bank Sal. Oppenheim en als directeur van het mediabedrijf DTP Neue Medien.
In 2001 nam hij de leiding over van het familiebedrijf dat het vermogen van het huis Salm-Salm beheert: Fürstlich Salm-Salm’sche Verwaltung.

## Opvolging als hoofd van het huis
Na het overlijden van zijn vader op 6 augustus 2024 werd Emanuel Prinz zu Salm-Salm het hoofd van het huis. Volgens historisch adelsgebruik wordt hij sindsdien beschouwd als de 10e Fürst zu Salm-Salm, 10e Fürst zu Salm-Kyrburg, 15e Fürst zu Salm, alsook Wild- en Rheingraf, Fürst zu Ahaus und Bocholt, Hertog van Hoogstraten, Markgraf en Herzog von Monferrato, en Heer van Anholt, Vinstingen en Werth.
Hoewel adellijke titels in Duitsland sinds 1919 geen officiële status meer hebben, worden ze binnen de familie en in bepaalde maatschappelijke kringen nog traditioneel gebruikt.
In november 2016 werd hij benoemd tot ridder in de Orde van het Gulden Vlies. In 2025 werd hij onderscheiden met de Verdienstorde van de deelstaat Noordrijn-Westfalen.

## Bezittingen
Tot het familiebezit behoren onder andere kasteel Rhede en Kasteel Anholt in Isselburg (Noordrijn-Westfalen). Deze laatste is een van de grootste nog particuliere kasteeldomeinen van Duitsland. De burcht herbergt een publiek toegankelijk museum met kunst uit de Nederlandse, Vlaamse en Duitse tradities, een historisch waardevolle bibliotheek, en een van de weinige privéarchieven in Duitsland die openstaan voor wetenschappelijk onderzoek. Verder bevinden zich op het domein ook een golfclub, een hotel, restaurants en een historische dierentuin, bekend als de Anholter Schweiz.
In november 2016 werd hij benoemd tot ridder in de Orde van het Gulden Vlies. In 2025 werd hij onderscheiden met de Verdienstorde van de deelstaat Noordrijn-Westfalen.

## Publicatie
- Die Entstehung des fürstlich Salm-Salm’schen Fideikommisses unter besonderer Berücksichtigung der vor den höchsten Reichsgerichten geführten Prozesse bis zum Pariser Brüdervergleich vom 5. Juli 1771, Lit Verlag, Münster 1996 (dissertatie).